# Bobota (Chorwacja)
Bobota (serb. Бобота)– wieś w Chorwacji, w żupanii vukowarsko-srijemskiej, w gminie Trpinja. W 2011 roku liczyła 1491 mieszkańców.